# ダビッド・アルファロ・シケイロス
ダビッド・アルファロ・シケイロス（David Alfaro Siqueiros, 1896年12月29日 - 1974年1月6日）は、メキシコの社会主義リアリズムの画家（壁画家）、スターリン主義者。ディエゴ・リベラ、ホセ・クレメンテ・オロスコらとともにメキシコ壁画運動（メキシコ・ルネサンス）を立ち上げた、巨大なフレスコ壁画作品で知られている。

## 要約
シケイロスの有名な仕事には、以下のようなものがある。
- Sindicato Mexicano de Electricistas（スペイン語版）（メキシコ電気技術者連盟）の合作壁画（1939年 - 1940年）
- メキシコ国立歴史博物館の『Del Porfirismo a la Revolución（スペイン語版）（ポルフィリオ時代から革命へ）』（1957年 - 1966年）
- ロス・インスルヘンテス大通りのPolyforum Cultural Siqueiros（スペイン語版）（シケイロス文化ポリフォルム）および壁画『La Marcha de la Humanidad（スペイン語版）（人類の行進）』（1965年 - 1971年）
- 1950年代のメキシコ国立自治大学の大学都市キャンパスの、美術家たちへの壁画委嘱の斡旋

上記の時期、シケイロスは、ディエゴ・リベラ、ホセ・クレメンテ・オロスコ、ルフィーノ・タマヨ（en:Rufino Tamayo）らと並ぶ、高名なメキシコの壁画家だった。シケイロスの芸術は時代をダイレクトに反映しているが、そのルーツはメキシコ革命にある。メキシコ史の中の暴力的かつ混沌とした時代で、さまざまな党派が権力の獲得をめぐって戦った。メキシコ壁画運動と言われている時代は1920年代から1950年代にかけてで、シケイロスは積極的に、メキシコ的でもあり国際的でもある芸術の創造を試みた。1919年から1922年にかけて、シケイロスは絵の勉強のため、ベルギー、フランス、イタリア、スペインを旅した。海外旅行は生涯を通じて行われた。自身の壁画主義（muralism）をプロモートするためで、アメリカ合衆国、南米（ウルグアイ、アルゼンチン、チリなど）、キューバ、ヨーロッパ、ソビエト連邦を訪れた。また1966年には、レーニン平和賞を受賞した。
政治活動はシケイロスの生涯を通じて重要な要素であった。マルクス主義者を広言し、メキシコ共産党の敵であり味方であった。シケイロスは1932年と1940年の2度、メキシコから追放されている。2度目はレフ・トロツキー暗殺未遂の結果であった。
1974年1月6日に死去。遺体はメキシコ市内の美術宮殿に安置された後、ルイス・エチェベリア大統領の指示により国葬が営まれた。

## 青年期

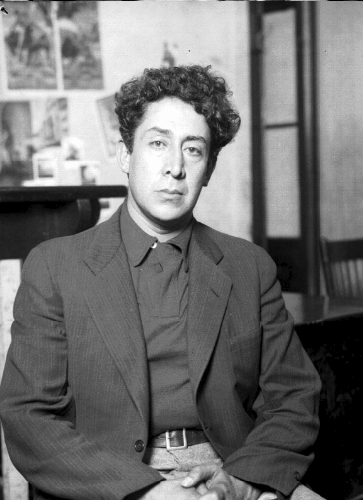
撮影時期不明

シケイロスは1896年、メキシコのチワワ州に生まれた。父親はシプリアーノ・アルファロ・シケイロス（Cipriano Alfaro Siqueiros）。母親のテレサは音楽家、俳優、詩人の家の出身だった。3つ上の姉ルスと、1つ下の弟チュチョがいた。シケイロスが2歳の時、母が死に、父親は子供たちを自分の両親（祖父母）に預けた。祖父Siete Filosのしつけは厳しかった。しかし、敬虔なカトリックであった父Ciprianoは、祖父母が子供たちを田舎で育てていたことに不賛成で、1907年に彼らをメキシコシティの自分の元に引き取った 。
メキシコシティでシケイロスはそこで仏英宗教学校に通った。シケイロスは自分の最初の反抗が、姉に影響を与え、父親の宗教的正統主義に逆わせたのだと信じていた。その頃、シケイロスはアナルコサンディカリスムの流れを汲む新しい政治的概念を知った。その1つにドクトル・アトルの理論があった。ドクトル・アトルが1906年に出版したマニフェストは、メキシコ人芸術家に対して、国民芸術を発展させること、インスピレーションを得るために古代のメキシコ文明に着目することを呼びかけたものだった。1911年、15歳のシケイロスは国立サン・カルロス美術学校の学生ストライキにのめりこみ、授業方法に抵抗し、校長を弾劾した。この講義は最終的にSanta Anitaでの「青空学校」の設立をもたらした。
18歳で（1913年）、シケイロスは美術学校出身の仲間の何人かとベヌスティアーノ・カランサの「護憲軍」に参加し、ビクトリアーノ・ウエルタ政府と戦った。1914年にウエルタが大統領を辞職した後は、革命後の内紛が起きた。指揮権をめぐって、護憲軍はパンチョ・ビリャ派やエミリアーノ・サパタ派との戦いを余儀なくされたが、その中でシケイロスは自分の考えを揺るぎないものにしていった。
兵士として国中を回ったことで、シケイロスはメキシコ文明を、そして労働や田舎の貧困の日々の戦いという生々しい現実を知った。カランサ軍が政権を獲得した後に、シケイロスは絵を描くため、いったんメキシコシティに戻り、それから1919年にヨーロッパに旅立った。最初の訪問地はパリで、シケイロスはキュビスムの、とくに（キュビスムに影響を与えた）ポール・セザンヌと強烈な色彩の大きな面の使用にのめりこんだ。ディエゴ・リベラと出会ったのもパリだった。2人は連れだって、ルネサンスの巨匠たちのフレスコ画の勉強のため、イタリアに行った。

## 初期の作品と政治
多くの人が、シケイロスの芸術は政治によって「遮られること」が多かったと言うが、シケイロス自身は芸術と政治は複雑に絡み合っていると言っていた。『Vida Americana（アメリカの生命）』に有名なマニフェストを書いた1921年には、シケイロスはマルクス主義と出会っていたし、護憲軍で労働者や田舎の貧困も知っていた。 『A New Direction for the New Generation of American Painters and Sculptors』の中でシケイロスは、古典絵画の価値の回復と同時に、そのスタイルに「現代のマシーン」や「日々の生活の現代的側面」を認知した「新しい価値」を吹き込むための「魂の復活」を求めた。また、「建設的な魂」は、単に装飾的なだけだったり軽率で現実離れした芸術の上位に立つ、意義ある芸術の本質であるとも主張した。この主張に則って、シケイロスは国と世界を繋ぐ芸術スタイルを創造しようと望んだ。執筆同様、作品においても、シケイロスはメキシコ人にとどまらず世界中のプロレタリアート階級に喝采をもって迎えられる社会主義リアリズムを追い求めた。しかし、トレンディな「原始主義（Primitivism）」や「インディアニズム（Indianism）」のステレオタイプ（Cliché）になることは避けた。
1922年、シケイロスはアルバロ・オブレゴンの革命政府のための壁画家として働くため、メキシコシティに戻った。文部大臣（Secretaría de Educación Pública）のホセ・バスコンセロスはパブリックアートを通して一般大衆を教育する目的で、現代のメキシコ文化を作るべく、多くの美術家・作家を雇ったのだった。そのバスコンセロスの下で、シケイロスはリベラ、オロスコとともに働いた。バスコンセロスはメキシコシティの著名な建物への壁画制作を委嘱することで、壁画主義運動を支持した。しかし、まだPreparatoria（高校。詳しくはes:Bachillerato (México)を参照）の美術家たちの作品の多くは、そのイデオロギーが求めた「パブリック」の本質を欠いていることが明らかになった。そのため1923年、Syndicate of Revolutionary Mexican Painters, Sculptors and Engravers（革命メキシコ画家・彫刻家シンジケート）が組織されることになり、シケイロスはそれを手伝った。シンジケートは機関紙『El Machete』を通じて広く一般大衆の参加を呼びかけた。その年、『El Machete』は「世界のプロレタリアートのために」というマニフェストを出した。シケイロスはその著者の手伝いをし、「イデオロギー的なプロパガンダ」として、大衆を教育し、ブルジョワ的個人主義的芸術を打破することに尽くす「集団」芸術の必要性について説いた。
その直後、シケイロスはColegio Chidoの階段吹き抜けに、有名な壁画『労働者の墓』（1923年）を描いた。このフレスコ画には、金槌と鎌で飾られた墓の上で悲しんでいる原住民の女性が描かれている。しかしシンジケートが、約束した改革をいっこうに実行に移さない革命政府の批判をますます強めた時、メンバーたちは芸術と機関紙の財源を絶つという脅迫を受けた。シンジケートの中で、機関紙の発刊をやめるか、壁画計画の経済的支援を失うかの口論が起き、シケイロスは活動の中心から外された。その時リベラも、芸術より政治を支持するという決定に抗議してシンジケートを去っていった。

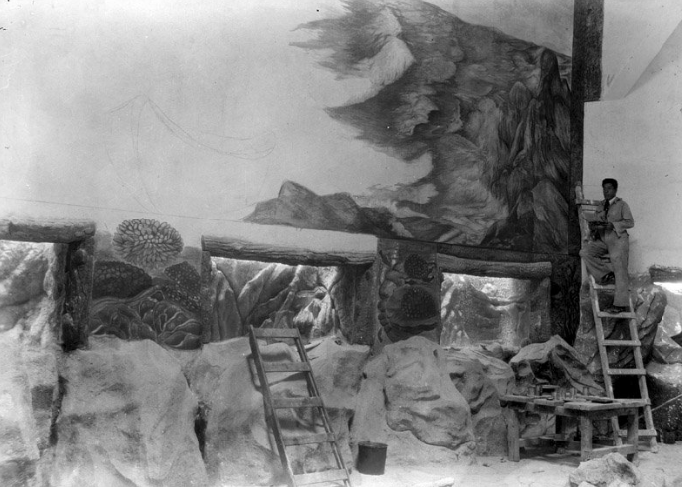
壁画を制作している様子（1925年）

1925年、文部省の指導下の「教授」職を取り上げられたにもかかわらず、シケイロスはシンジケートでメキシコ共産党で深く組合運動にかかわり続け、そのために投獄され、最終的には1930年代初期に国外追放の憂き目を見た。

## 芸術活動
メキシコのレクンベリ刑務所での投獄期間を含む1930年代初期、シケイロスは政治的テーマのリトグラフのシリーズを制作し、その多くはアメリカ合衆国で展示された。その1つ『頭』は、1930年にニューヨークのデルフック・スタジオで催されたMexican Artists and Artists of the Mexican School展に出品された。1932年には、メキシコ、タスコのスパニッシュ・カジノのギャラリーでRectifications on Mexican Muralismと題された展覧会ならびに会議を主導した。その直後、シケイロスはニューヨークに行き、Weyhe GalleryのMexican Graphic Art展に参加した。ロサンゼルスのオルベラ・ストリートにあるイタリアン・ホールの『トロピカル・アメリカ』（1932年）と呼ばれる壁画は、学生チームと一緒に完成させたものである。絵に興味のない一般通行人の目にも触れる外壁のフレスコ画制作は、壁画主義者としての方法論の再考をシケイロスに強いることになった。シケイロスは、通りの女性たちを魅了する赤シャツ党員（メキシコの共産主義者）の演説者のような、多角的なアングルから見て理解しやすい絵を望んだ。「引き延ばした画架に描かれた絵」を描く代わりに、シケイロスは「見物人の普通の往来に最も順応した」壁画を実現した。結果的に、プロジェクターで壁に映した下絵のトレース、遠近法を活かすための昔の壁のスケッチの撮影、近代のビルや戸外の環境に適したアクリル絵具などの新しい絵具やスプレーガンといった描画ツールといった壁画技術をシケイロスは開発することになった。
1936年のニューヨークで、シケイロスはSt. Regis galleryのContemporary Arts展の名誉ゲストとなった。さらに、その年の平和のためのゼネラル・ストライキとメーデー・パレードに備えて政治的な美術のワークショップを催した。そのワークショップには若き日のジャクソン・ポロックも参加し、パレードの山車の制作を手伝った。1930年代後期も作品の制作は続けられ、その中の『叫びの響き』（1937年）と『むせび泣き』（1939年）は現在ニューヨーク近代美術館にある。また、アメリカの学生のために多くの体験美術ワークショップを開いた。1938年はほとんどの時間をフランシスコ・フランコのファシズム独裁政権と戦うスペイン共和軍とともに過ごした。それからメキシコシティに戻り、Sindicato Mexicano de Electricistas（メキシコ電気技術者連盟）の階段吹き抜けに、資本主義とファシズムという敵への警告『ブルジョワジーの肖像』の1つを描いた。しかし、1940年、絵の完成の前に、ソビエト連邦からメキシコシティに亡命していたレフ・トロツキー暗殺未遂に関与したことで、シケイロスは姿を隠し、その後、投獄された。

## 後半生と作品

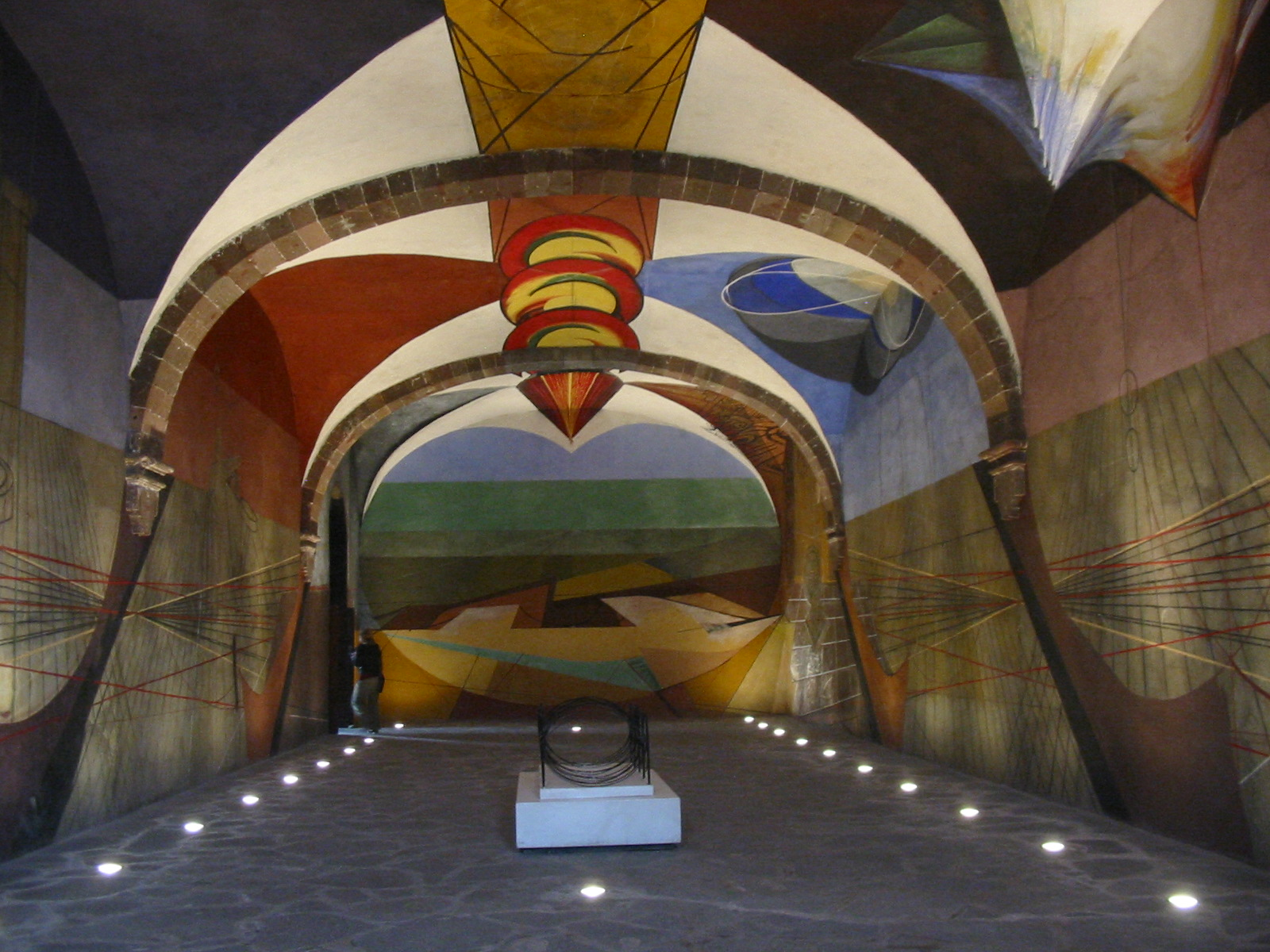
シケイロス作の未完成の壁画（1940年代）メキシコ、サン・ミゲール・デ・アジェンテの文化的中心である美術学校の中にある

1950年、シケイロスはオロスコ、リベラとともに第25回ヴェネツィア・ビエンナーレに初のメキシコ代表として参加し、世界中の喝采を浴びた。1950年代になった頃には、再びメキシコ政府から作品の委嘱が来るようになり、シケイロスはギャラリーや個人的なパトロンよりもメキシコ政府がよほど「進歩的」だと思った。そうして制作されたのが、1952年にメキシコシティのメキシコ国立自治大学の戸外に描かれた『El pueblo a la Universidad y la Universidad al pueblo（人民のための大学、大学のための人民）』と題された壁画だった。

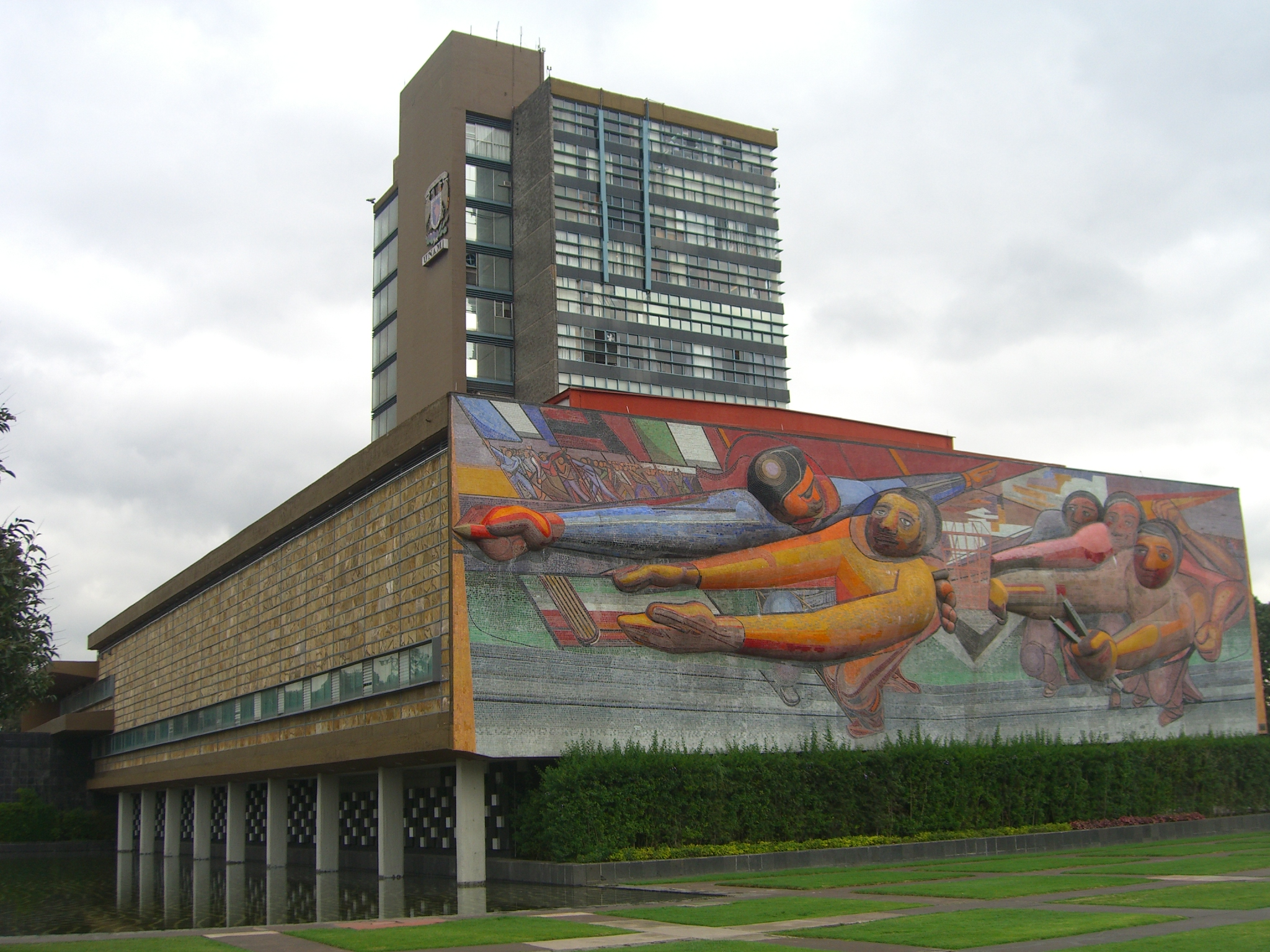
『El pueblo a la universidad, la universidad al pueblo』
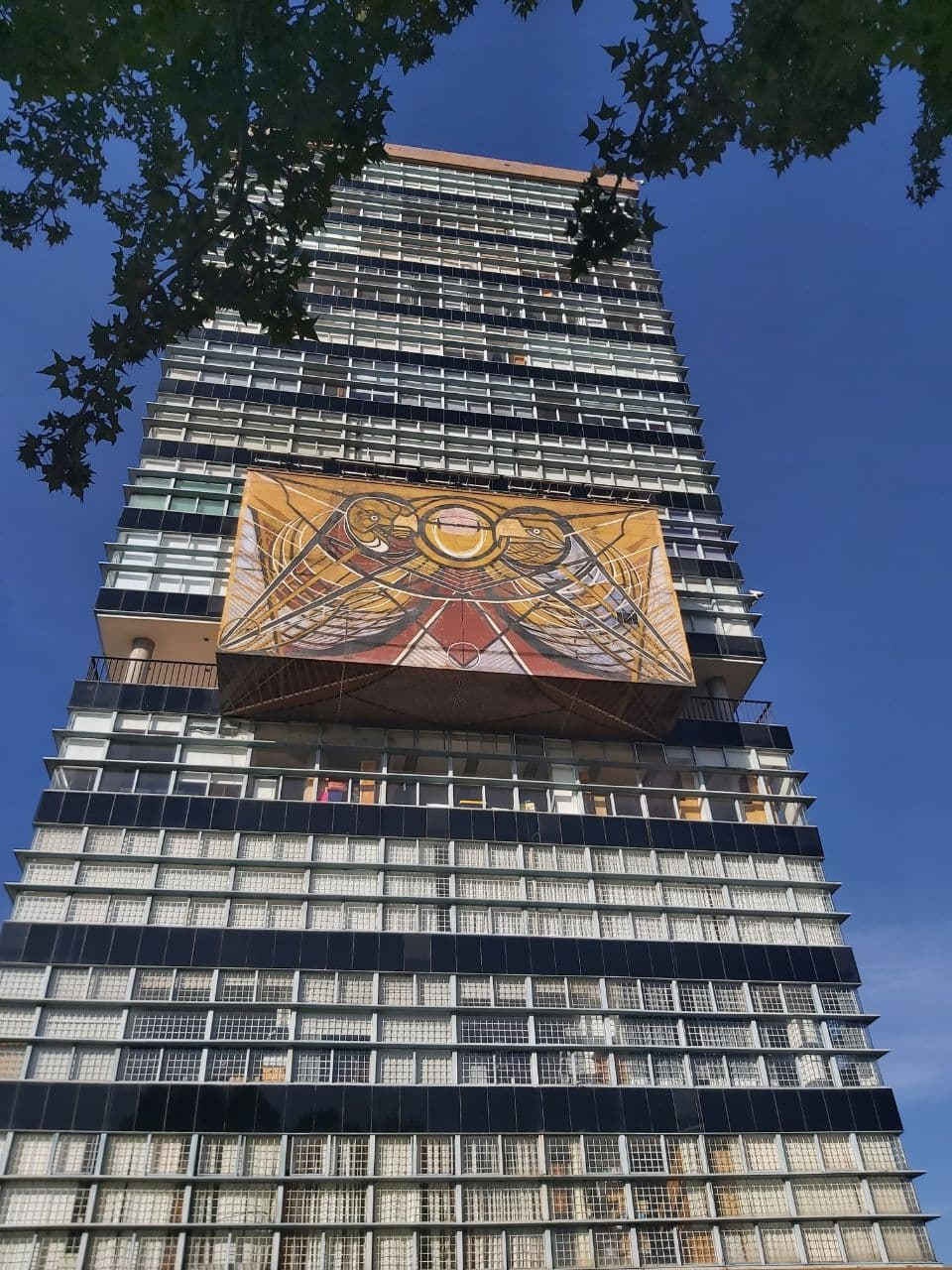
同大学内『大学の新しいシンボル（スペイン語版）』

1957年には、メキシコ政府の委嘱で、同じメキシコシティのメキシコ国立歴史博物館（チャプルテペク城）に『Del Porfirismo a la Revolución（ポルフィリオ時代から革命へ）』を描いた。この壁画は大きさが405m²もあり、シケイロスの作品で最も大きなものである。
そのおよそ10年後、シケイロスの頑強な政治的意見とその声高な表明は、大衆同様、再び彼自身を懐疑主義に陥らせた。1958年にJorge Negrete Theaterに制作中だった『メキシコの演劇の歴史』が、委嘱者である国立俳優協会の圧力で、政府から中止を命じられたのだ。1960年にはメーデー暴動を扇動した容疑で逮捕されたが、その告発が虚偽のものであることは誰の目にも明らかだった。当然のようにおびただしい抗議の声があがり、有名な美術家・作家たちは1961年のニューヨーク・タイムズに広告を出してアピールした。不当な投獄生活を強いられつつも、シケイロスは絵を描き続け、その絵は売れ続けた。そして1964年の春、ようやくシケイロスは釈放された。
シケイロスの最後の、そして自身にとって最大のプロジェクトは、メキシコシティのPolyforum Cultural Siqueiros（en:Polyforum Cultural Siqueiros, シケイロス文化ポリフォルム）の多面壁画『La Marcha de la Humanidad en la Tierra y hacia el Cosmos（人類の、地球の、宇宙の行進）』である。着工されたのは1961年だが、拡張と作業の遅れで完成したのは1971年で、ただ複雑なメッセージであればいいという事前の命令書から生まれた壁画だった。大衆、とくに下層階級に容易に読み解ける美術作りを心得ていながら、この壁画にこめられたシケイロスのメッセージは解読が困難である。しかし、人類の進化の2つのヴィジョン——1つは国際的、もう1つはメキシコの伝統に基づいたヴィジョンを融合させているようである。それにしても、この壁画があるのは贅沢なホテル（Hotel de México）で、委嘱した所有者（Manuel Suárez y Suárez）が大富豪というのは、シケイロスの反＝資本主義的イデオロギーに対する挑戦のようにも見える。

## 作風

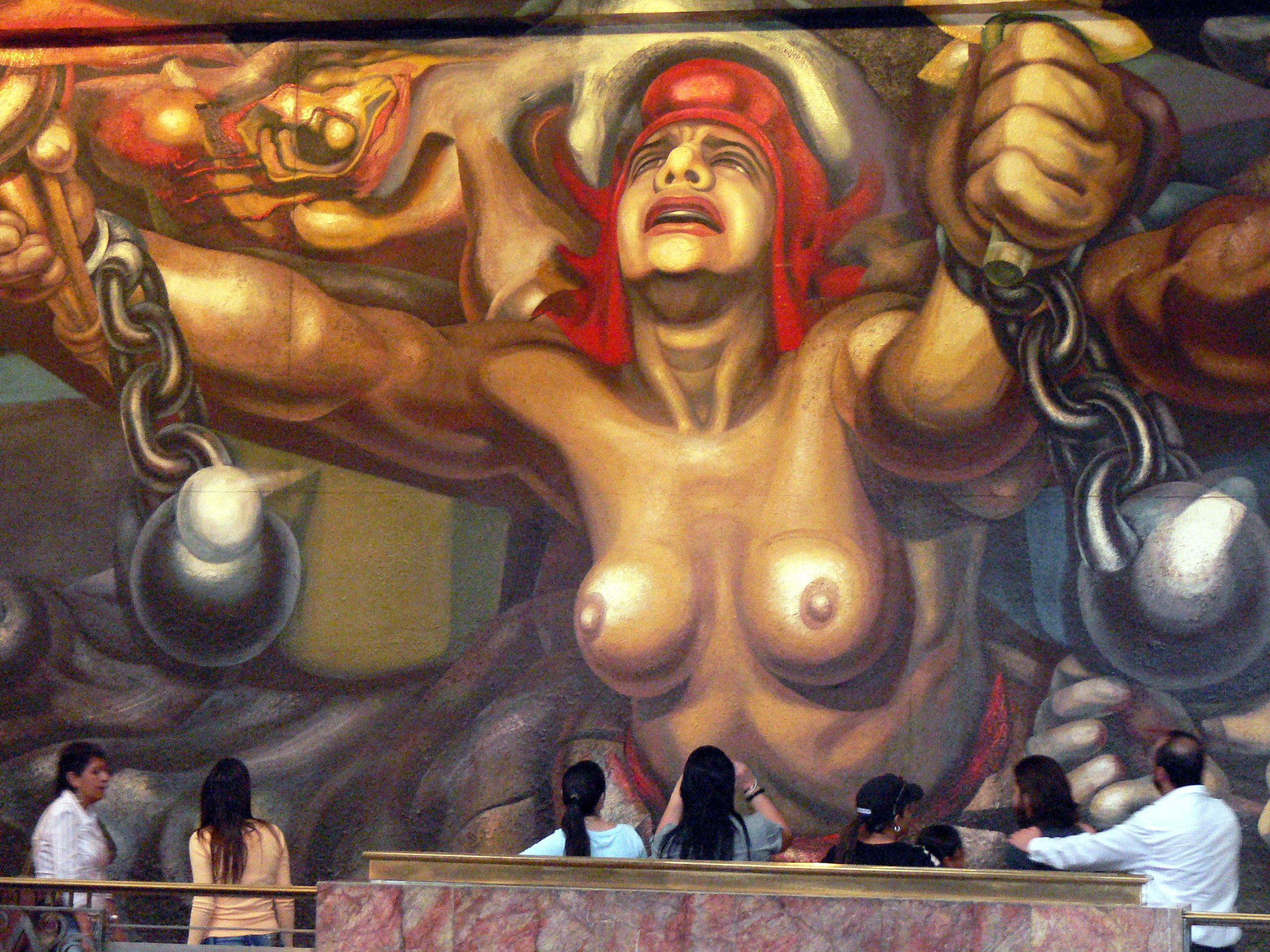
ベジャス・アルテス宮殿の壁画

壁画家として、シケイロスは芸術は公的かつ教育的かつイデオロギー的であるべきだと信じていた。シケイロスの描いたのはほとんどが革命（そのゴール、その過去・現在の労働者階級の辛苦）の壁画か肖像画であった。シケイロスは権威主義者や資本主義者の支配を打倒する人類の闘争の物語を描き続けていたゆえに、その闘争に観念的に参加した平凡な人々を描いたのであった。時には風景やメキシコ史や神話の人物を描きはしたが、それは革命のヒーロー・ヒロインたち（たとえばチャプルテペックの壁画など、いくつかの作品で描かれているのは、革命の「一般大衆」）の物語の単なる飾りでしかないことが多かった。
人体に対するシケイロスの興味はメキシコシティのアカデミーで伸ばされた。肉体の筋肉・関節のアングルの強調は、彼の全作品を通じて、強靱な革命の肉体の描写の中に見ることができる。さらに、とくに1930年代の作品の多くは、プロレタリア階級の強さのもう一つの英雄的シンボルと解釈されうる「手」をフィーチャーしていることで特色で、それは後の作品、たとえば、投獄中に描いたシケイロスの自画像『El Coronelazo』（1945年)、

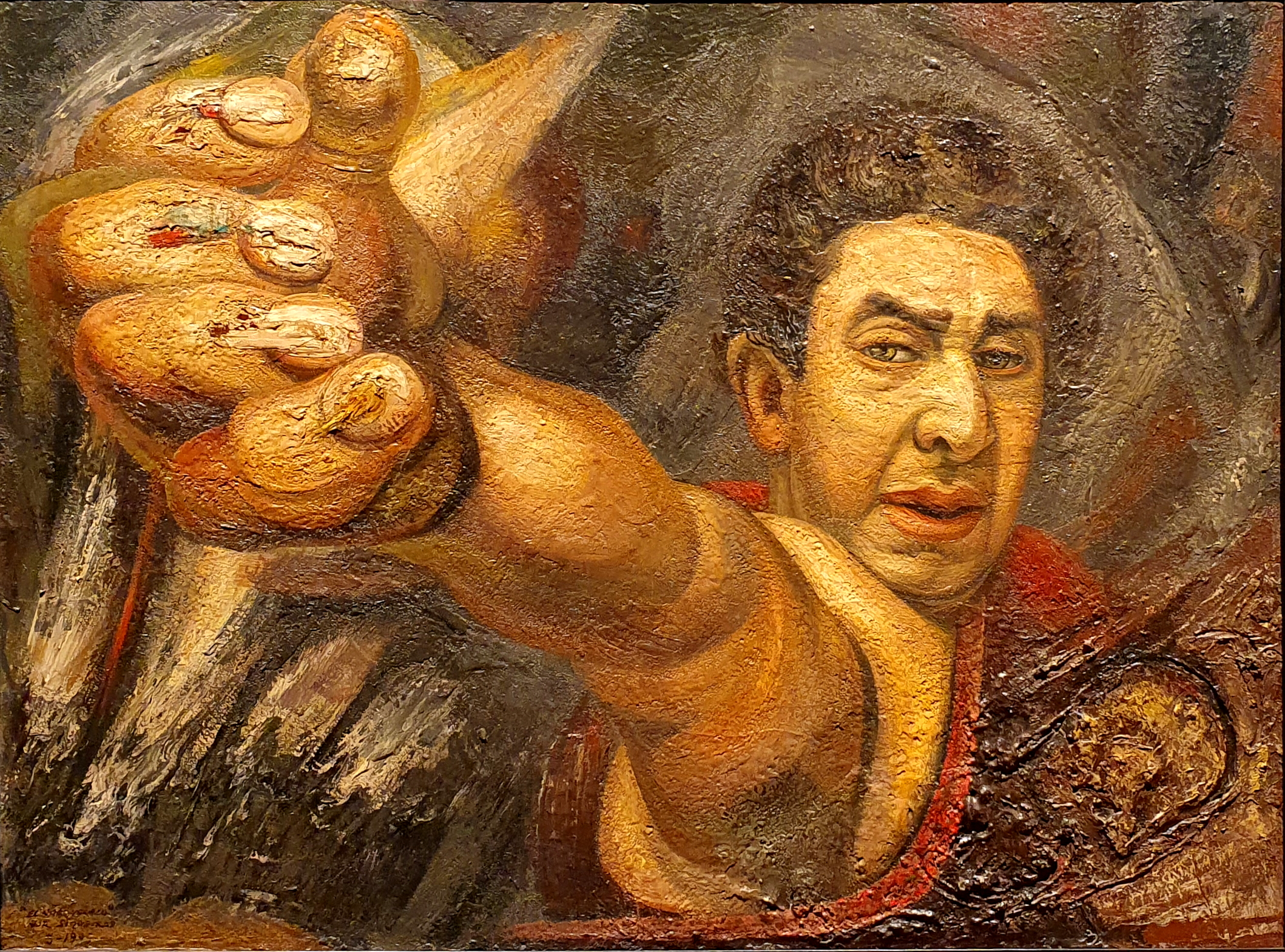
自画像『El Coronelazo』

『Nuestra imagen actual （我等の現在のイメージ）』（1947年）（以上2つはメキシコシティ、Museum of Modern Art所蔵）、『新しい民主主義』（1944年、メキシコシティ、国立芸術院宮殿所蔵）、さらに『むせび泣き』のような労働者階級の女性を描いた連作などにも一貫している。

## その他の代表作
- プロレタリア階級の母（1929年）メキシコ、Museum of Modern Art
- Zapata（リトグラフ）（1930年）Tehran Museum of Contemporary Art
- Zapata（油彩）（1931年）ワシントンD.C.、ハーシュホーン博物館と彫刻の庭 Zapata (oil painting)
- 戦争（1939年）フィラデルフィア美術館 War
- ホセ・クレメンテ・オロスコ（1947年）メキシコシティ、Carillo Gil Museum
- Cain in the United States（1947年）メキシコシティ、Carillo Gil Museum
- すべてのメキシコ人のための完全な社会的防衛のために（1953年 - 1956年）メキシコシティ、Hospital de La Raza